# Addison Reed
Addison Devon Reed (Montclair, 27 dicembre 1988) è un giocatore di baseball statunitense di ruolo lanciatore di rilievo, free agent dal 21 maggio 2019.

## Minor League
Reed si diplomò alla Los Osos High School di Rancho Cucamonga, California e successivamente si iscrisse alla San Diego State University di San Diego. Venne scelto al 3º giro del draft amatoriale del 2010 come 95ª scelta dai Chicago White Sox. Nello stesso anno giocò a livello rookie con i Great Falls Voyagers della Pioneer League "PIO" finendo con una vittoria e nessuna sconfitta, una salvezza su una opportunità, 1.80 di ERA e .162 alla battuta contro di lui in 13 partite di cui 2 da partente (30.0 inning).  Nel 2011 giocò con quattro squadre finendo con 2 vittorie e una sconfitta, 5 salvezza su 7 opportunità, 1.26 di ERA e .157 alla battuta contro di lui in 43 partite (78.1 inning).
Nel 2015 giocò a livello AAA con i Reno Aces della Pacific Coast League "PCL" finendo con una vittoria e una sconfitta, 5 salvezze su 6 opportunità, 1.74 di ERA e .200 alla battuta contro di lui in 11 partite (10.1 inning).

## Major League

### Chicago White Sox (2011-2013)
Addison venne promosso in prima squadra due giorni prima del debutto in MLB, avvenuto il 4 settembre 2011 al Comerica Park di Detroit contro i Detroit Tigers. Terminò la stagione con nessuna vittoria o sconfitta, 3.68 di ERA e .313 alla battuta contro di lui in 6 partite (7.1 inning). Nel 2012 finì con 3 vittorie e 2 sconfitte, 29 salvezze su 33 opportunità, 4.75 di ERA e .266 alla battuta contro di lui in 62 partite (55.0 inning).
Nel 2013 finì con 5 vittorie e 4 sconfitte, 40 salvezze su 48 opportunità, 3,79 di ERA e .215 alla battuta contro di lui in 68 partite (71.1 inning).

### Arizona Diamondbacks (2014-2015)

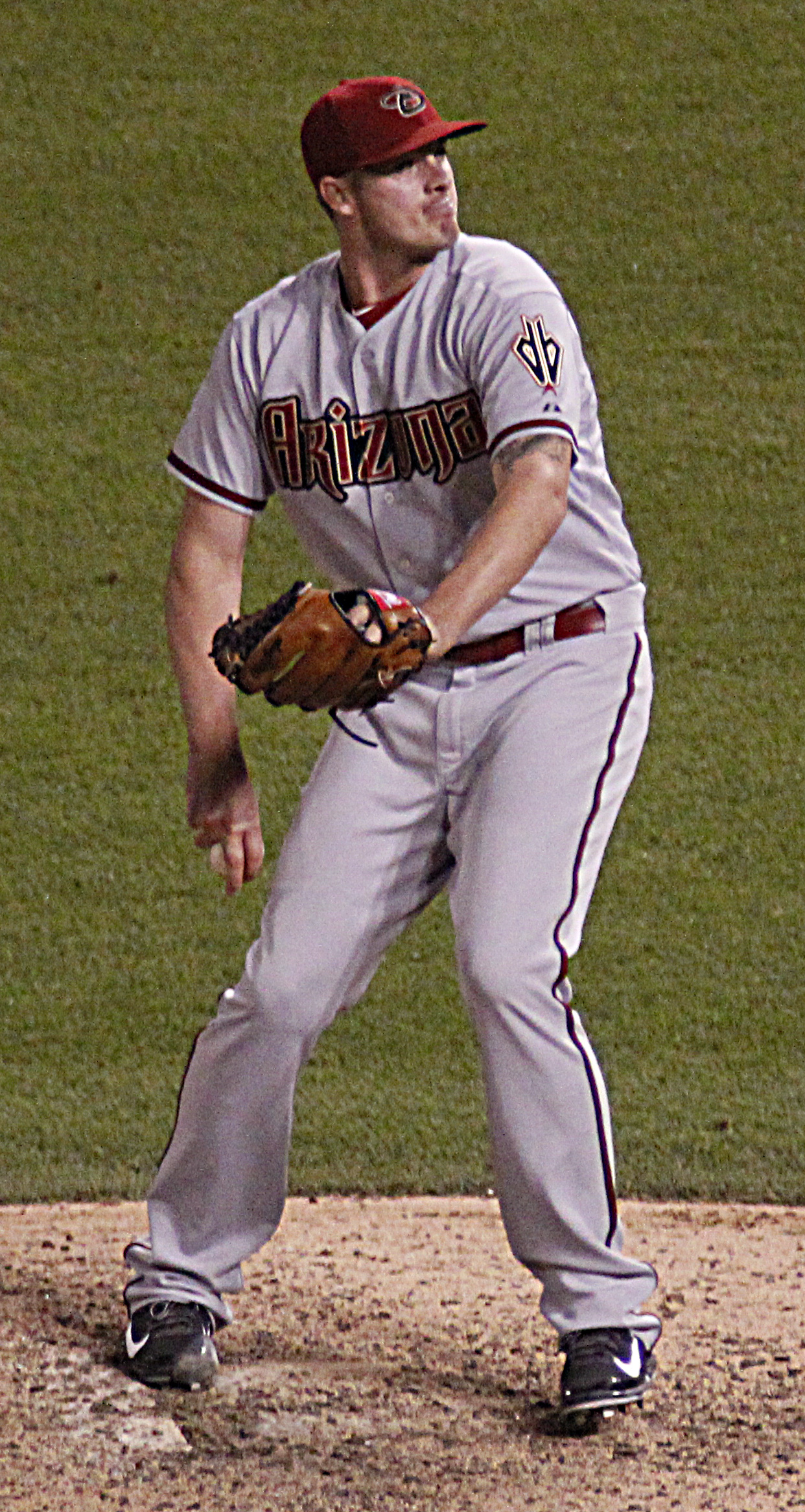
Reed con gli Arizona Diamondbacks

Il 16 dicembre 2013 venne ceduto agli Arizona Diamondbacks per il terza base Matt Davidson. Nel 2014 chiuse con una vittoria e 7 sconfitte, 32 salvezze su 38 opportunità, 4.25 di ERA e .244 alla battuta contro di lui in 62 partite (59.1 inning). Il 13 febbraio 2015 firmò un annuale per 4,9 milioni di dollari in arbitrariato. Il 22 giugno venne opzionato nelle Minor. Il 29 luglio venne richiamato nel roster dei Diamondbacks. Il 30 agosto 2015 venne ceduto ai New York Mets per due lanciatori destri delle Minor: Miller Diaz e Matt Kock. Con i Diamondbacks terminò con 2 vittorie e altrettante sconfitte, 3 salvezze su 5 opportunità, 4.20 di ERA e .283 alla battuta contro di lui in 38 partite (40.2 inning).

### New York Mets (2015-2017)
Il 31 agosto venne inserito nel roster dei Mets. Terminò la stagione con loro con una vittoria e altrettanta sconfitta, una salvezza su 3 opportunità, 1.17 di ERA e .200 alla battuta contro di lui in 17 partite (15.1 inning). Il 15 gennaio 2016 firmò un annuale per 5,3 milioni di dollari in arbitrariato. Terminò la stagione con 4 vittorie e 2 sconfitte, una salvezza su 5 opportunità, 1.97 di ERA e .210 alla battuta contro di lui in 80 partite (2° della National League) (77.2 inning), lanciando prevalentemente una four-seam fastball con una media di 92,83 mph.
Il 13 gennaio 2017 firmò il suo ultimo arbitrariato annuale per un totale di 7,75 milioni di dollari.

### Boston Red Sox (2017)
Il 31 luglio 2017, i Mets scambiarono Reed con i Boston Red Sox per i tre lanciatori di minor league Jamie Callahan, Stephen Nogosek, and Gerson Bautista.

### Minnesota Twins (2018-2019)
Il 15 gennaio 2018, Reed firmò un contratto valido due anni del valore di 16.75 milioni di dollari con i Minnesota Twins. Iniziò la stagione 2019 nella lista degli infortunati per una distorsione al pollice. Venne designato per la riassegnazione il 16 maggio 2019, e svincolato il 21 maggio.

## Vittorie
- (1) Championship della National League "NL" (2015)
- (1) Division East della NL (2015)

## Palmarès
- (1) Baseball America Minor League All-Star (2011)
- (1) MiLB.com Minor League Lanciatore di rilievo dell'anno (2011)
- (1) MiLB.com Organization All-Star (2011)
- (1) MiLB.com Miglior Lanciatore di rilievo (2011)